# 日本列島走りある記
『日本列島走りある記』（にほんれっとうはしりあるき）は、1972年2月23日から同年3月29日までフジテレビ系列局で放送されていた関西テレビ製作の紀行番組である。全6回。放送時間は毎週水曜 22:00 - 22:45 （日本標準時）。
川口恒と東三千が自動車で日本各地を旅し、目的地の自然や人情などに触れる模様を放送していた。

## 放送局
特記の無い限り全て放送時間は水曜 22:00 - 22:45、同時ネット。
- 関西テレビ（制作局）
- 札幌テレビ[2]：土曜 13:00 - 13:45（1972年3月11日 - 4月15日）[3]
- 秋田テレビ[4]
- 山形テレビ[5]
- 仙台放送[6]
- フジテレビ
- 富山テレビ[7]
- 石川テレビ[7]

- 長野放送[8]
- テレビ静岡[9]
- 東海テレビ[10]
- テレビしまね[11]
- テレビ愛媛[12]
- テレビ西日本[13]
- サガテレビ[14]
- テレビ長崎[13]
- テレビ熊本[13]